# The Black Orchid
The Black Orchid è un cortometraggio muto del 1916 diretto da Thomas N. Heffron.

## Produzione
Il film fu prodotto dalla Selig Polyscope Company.

## Distribuzione
Distribuito dalla General Film Company, il film - un cortometraggio in tre bobine - uscì nelle sale cinematografiche statunitensi il 14 febbraio 1916. In Danimarca, dove uscì il 4 settembre 1916, fu distribuito con il titolo Den sorte Orchidé; in Ungheria con quello di A fekete orchidea.